# Övre Lill-Mjölkvattnet
Övre Lill-Mjölkvattnet är en sjö i Krokoms kommun och Åre kommun i Jämtland och ingår i Indalsälvens huvudavrinningsområde. Sjön har en area på 1,34 kvadratkilometer och ligger 534,3 meter över havet. Sjön avvattnas av vattendraget Långan (Storån).

## Delavrinningsområde
Övre Lill-Mjölkvattnet ingår i det delavrinningsområde (708279-137968) som SMHI kallar för Utloppet av Övre Lill-Mjölkvattnet. Medelhöjden är 658 meter över havet och ytan är 13,64 kvadratkilometer. Räknas de 50 avrinningsområdena uppströms in blir den ackumulerade arean 301,16 kvadratkilometer. Långan (Storån) som avvattnar avrinningsområdet har biflödesordning 2, vilket innebär att vattnet flödar genom totalt 2 vattendrag innan det når havet efter 304 kilometer. Avrinningsområdet består mestadels av skog (43 procent), sankmarker (15 procent) och kalfjäll (31 procent). Avrinningsområdet har 1,5 kvadratkilometer vattenytor vilket ger det en sjöprocent på 11 procent.